# Hedda Bångman
Hedda Johanna Kristina Bångman, född 28 april 1995 i Sankt Görans församling i Stockholm, är en svensk längdskidåkare som tävlar för Offerdals Skidklubb. I Ski Classics representerar hon det tjeckiska laget eD system Vltava Fund Team.

## Biografi
Parallellt med att tävla på högsta elitnivå i längdskidor studerar Bångman till läkare. I Ski Classics har hon haft ett flertal framstående placeringar, men väntar fortfarande (2025) på sin första pallplats.